# Grašič
Grašič je priimek v Sloveniji, ki ga je po podatkih Statističnega urada Republike Slovenije na dan 1. januarja 2010 uporabljalo 734 oseb in je med vsemi priimki po pogostosti uporabe uvrščen na 290. mesto.

## Znani nosilci priimka
- Andreja Grašič, por. Koblar (*1971), biatlonka
- Cvetka Grašič Kuhar, zdravnica ginekologinja, onkologinja, prof. MF
- Damjana Grašič, igralka
- Franc Grašič (*1941), gospodarstvenik (Peko)
- Franc Grašič (*1948), politik
- Gregor Grašič, trobentar
- Ivan Grašič (1912 - ?), šolnik (igralec 1905 - ?)
- Janez Grašič (*1969), gorski kolesar
- Jerneja Grašič, bibliotekarska strokovnjakinja
- Josip Grašič (1863–1949), duhovnik in narodni delavec v Istri
- Liza Marija Grašič (um.ps. Liza Marijina) (*1989), igralka
- Mar(ij)a Grašič, knjižničarka
- Mateja Grašič, matematičarka, pedagoginja
- Mateja Grašič, botaničarka (Kmetijski inštitut)
- Pavel Grašič, prvi trobentar PORL/Big banda RTV S (1962-2000)
- Pavel Grašič (*1952), trener alpskega smučanja, športni delavec
- Primož Grašič (*1968), jazz-glasbenik, kitarist